# Peter Bosz
Peter Bosz (Apeldoorn, Güeldres, Países Bajos; 21 de noviembre de 1963) es un exfutbolista y entrenador neerlandés. Actualmente dirige al PSV Eindhoven de la Eredivisie.

## Trayectoria

### Como jugador
Inició su carrera profesional en la Eerste Divisie con el Vitesse, en 1981. Tras una cesión al equipo amateur AGOVV Apeldoorn en 1984, regresó al fútbol profesional con el RKC Waalwijk (1985-88). Posteriormente, jugó en la Division 1 de Francia con el SC Toulon (1988-91), antes de recalar en el Feyenoord (1991-96), donde obtuvo sus mayores éxitos deportivos: una liga y tres copas. Al cumplir los 33 años inició un periplo por varios clubes, pasando por el JEF United Ichihara (1996-97), Hansa Rostock (1997-98) y NAC Breda (1998-99), antes de retirarse en 2000 tras una segunda etapa con el JEF United japonés.

### Como técnico
AGOVV Apeldoorn
Tras su retirada, inició su carrera como entrenador en 2000 al frente del AGOVV Apeldoorn, con el que ganó el título de liga amateur en 2002. En la temporada 2002-03, dio el salto al fútbol profesional como entrenador del VBV De Graafschap. Aquella campaña terminó con el descenso de la Eredivisie a la Eerste Divisie.
Heracles Almelo
En 2004, Bosz tomó las riendas del Heracles Almelo, club con el que ganó la Eerste Divisie 2004-05, logrando el ascenso a la Eredivisie. En la campaña 2005-06 obtuvo la permanencia en la máxima categoría, al finalizar en 13.ª posición.
Feyenoord
En julio de 2006, regresó al Feyenoord como director deportivo. Se mantuvo en el cargo hasta enero de 2009, cuando dimitió en desacuerdo por la destitución del entrenador Gertjan Verbeek.
Regreso al Heracles
El verano de 2010, inició su segunda etapa en el banquillo del Heracles Almelo. El equipo terminó octavo en la Eredivisie 2010-11, disputando sin éxito los play-off de clasificación para las competiciones europeas. Las dos siguientes temporadas el Heracles finalizó la Eredivisie en 12.ª posición.
Vitesse Arnhem
La temporada 2013-14, Bosz fichó como técnico del Vitesse. Logró convertir al equipo en la revelación de la Eredivisie, liderando la liga durante varias jornadas y finalizando la primera mitad del torneo como campeón de invierno. Finalmente, el Vitesse terminó la liga en sexta posición, disputando sin éxito las eliminatorias de clasificación para competiciones europeas. La temporada siguiente mejoró la clasificación con un quinto puesto, logrando finalmente la clasificación para la Liga Europa de la UEFA.
Maccabi Tel Aviv
Durante el parón invernal de la temporada 2015-16 decidió abandonar el Vitesse, que marchaba en quinta posición en la liga, para aceptar una oferta de Maccabi Tel Aviv. Con el club israelí peleó por la Liga y la copa, quedando subcampeón en ambos torneos.
Ajax de Ámsterdam
La temporada 2016-17 regresó a los Países Bajos para dirigir al Ajax de Ámsterdam. Con el equipo neerlandés fue subcampeón de la Eredivisie y de la Europa League, cayendo en la final ante el Manchester United.
Borussia Dortmund
El 6 de junio de 2017 pasó a ser nuevo director técnico del Borussia Dortmund de la Bundesliga. Sin embargo, y a pesar de un inicio prometedor, fue despedido tras sólo 6 meses en el cargo, tras encadenar 8 partidos consecutivos sin ganar en la Bundesliga y ser eliminado en la fase de grupos de la Liga de Campeones.
Bayer Leverkusen
El 23 de diciembre de 2018, el Bayer 04 Leverkusen hizo oficial su incorporación como nuevo entrenador tras destituir a Heiko Herrlich. Logró clasificar al equipo alemán para la fase de grupos de la Liga de Campeones al terminar en 4.ª posición en la Bundesliga gracias a 5 victorias en las 6 últimas jornadas.
El 17 de enero de 2020, tras haber finalizado la primera vuelta de la Bundesliga en 7.ª posición, el club anunció la renovación de su contrato por 2 temporadas más.
El 23 de marzo de 2021, después de una racha de 9 derrotas en los últimos 14 partidos, eliminado de Europa League y de la Copa de Alemania, el club tomó la decisión de despedirlo y rescindir su contrato.
Olympique de Lyon
El 29 de mayo de 2021, se hizo oficial su llegada al Olympique de Lyon como nuevo técnico para los 2 próximos años, siendo su primera experiencia en un banquillo de la Ligue 1. En su primera temporada al mando del equipo francés, fue eliminado en cuartos de final de la Liga Europa, fue excluido de la Copa de Francia por una invasión del campo por parte de unos aficionados en el partido correspondiente a los treintaidosavos de final, y finalizó en 8.ª posición en la Ligue 1, siendo la peor actuación del OL en el campeonato nacional desde 1997.
El 9 de octubre de 2022, tras sumar un solo punto de los últimos 15 en juego en la Ligue 1, fue destituido por el club francés.
PSV Eindhoven
El 12 de junio de 2023, Bosz fue anunciado como nuevo entrenador del PSV Eindhoven hasta el año 2026.

## Selección nacional

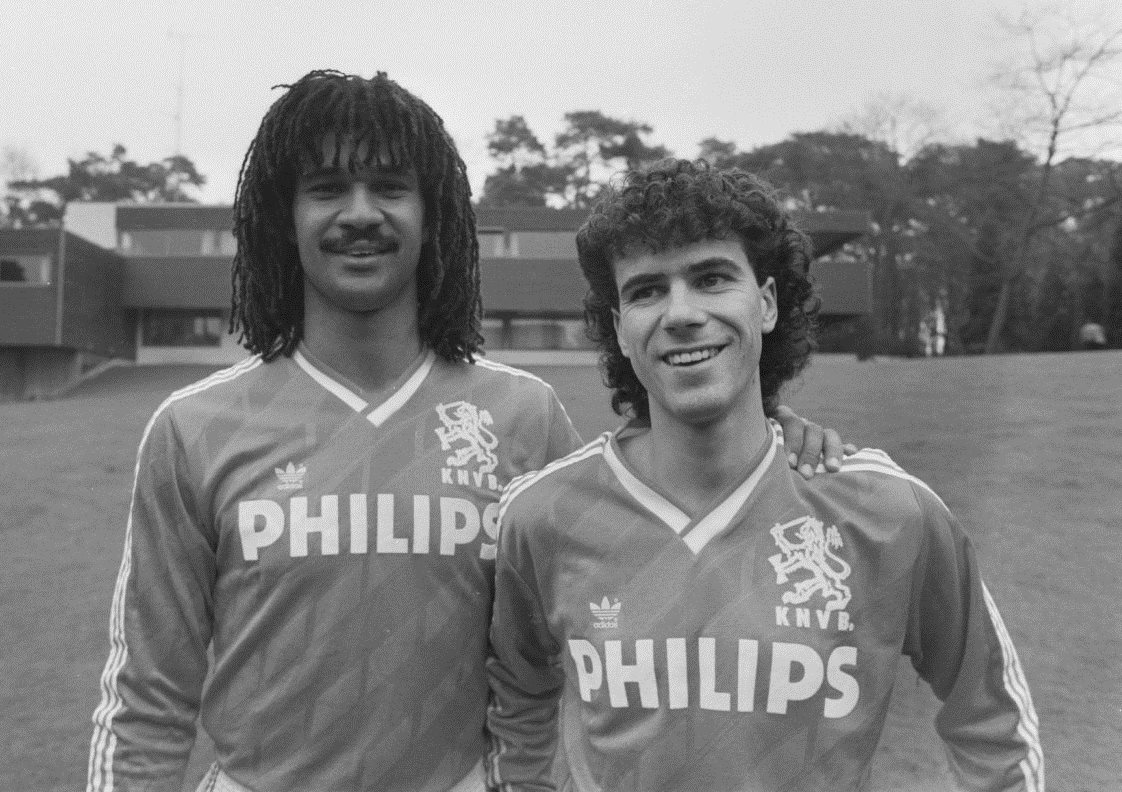
Bosz (derecha) y Ruud Gullit con la camiseta Oranje en 1988.

Fue internacional en ocho ocasiones con los Países Bajos, sin anotar ningún gol. Debutó en 1991 contra Grecia y disputó su último encuentro internacional en 1995 contra la República Checa. Formó parte del combinado neerlandés que participó en la Eurocopa 1992.

### Participaciones en Eurocopas
| Eurocopa      | Sede   | Resultado   |
| ------------- | ------ | ----------- |
| Eurocopa 1992 | Suecia | Semifinales |

## Clubes

### Como jugador
| Club             | País         | Año       |
| ---------------- | ------------ | --------- |
| SVB Vitesse      | Países Bajos | 1981-1984 |
| AGOVV Apeldoorn  | Países Bajos | 1984-1985 |
| RKC Waalwijk     | Países Bajos | 1985-1988 |
| SC Toulon        | Francia      | 1988-1991 |
| Feyenoord        | Países Bajos | 1991-1996 |
| JEF United       | Japón        | 1996-1997 |
| FC Hansa Rostock | Alemania     | 1997-1998 |
| NAC Breda        | Países Bajos | 1998-1999 |
| JEF United       | Japón        | 1999-2000 |

### Como entrenador
| Club              | País         | Año       |
| ----------------- | ------------ | --------- |
| AGOVV Apeldoorn   | Países Bajos | 2000-2002 |
| De Graafschap     | Países Bajos | 2002-2003 |
| Heracles Almelo   | Países Bajos | 2004-2006 |
| Heracles Almelo   | Países Bajos | 2010-2013 |
| SVB Vitesse       | Países Bajos | 2013-2016 |
| Maccabi Tel Aviv  | Israel       | 2016      |
| Ajax              | Países Bajos | 2016-2017 |
| Borussia Dortmund | Alemania     | 2017      |
| Bayer Leverkusen  | Alemania     | 2018-2021 |
| Olympique de Lyon | Francia      | 2021-2022 |
| PSV Eindhoven     | Países Bajos | 2023-Act. |

## Estadísticas como entrenador
| Equipo                         | Div.                | Temporada           | Liga  | Liga | Liga | Liga | Liga |       | Copa | Copa | Copa | Copa  |    | Internacional | Internacional | Internacional | Internacional | Internacional |   | Otros | Otros | Otros | Otros |     | Totales     | Totales | Totales | Totales | Totales | Totales | Totales | Totales |
| Equipo                         | Div.                | Temporada           | Part. | G    | E    | P    | Pos. | Part. | G    | E    | P    | Part. | G  | E             | P             | Pos.          | Part.         | G             | E | P     | Part. | G     | E     | P   | Rendimiento | GF      | GC      | Dif.    |         |         |         |         |
| ------------------------------ | ------------------- | ------------------- | ----- | ---- | ---- | ---- | ---- | ----- | ---- | ---- | ---- | ----- | -- | ------------- | ------------- | ------------- | ------------- | ------------- | - | ----- | ----- | ----- | ----- | --- | ----------- | ------- | ------- | ------- | ------- | ------- | ------- | ------- |
| De Graafschap · Países Bajos   | 1.ª                 | 2002-03             | 34    | 6    | 5    | 23   | 18.º | 6     | 4    | 1    | 1    | -     | -  | -             | -             | -             | -             | -             | - | -     | 40    | 10    | 6     | 24  | 30%         | 55      | 92      | −37     |         |         |         |         |
| De Graafschap · Países Bajos   | Total               | Total               | 34    | 6    | 5    | 23   | -    | 6     | 4    | 1    | 1    | -     | -  | -             | -             | -             | -             | -             | - | -     | 40    | 10    | 6     | 24  | 30%         | 55      | 92      | -37     |         |         |         |         |
| Heracles Almelo · Países Bajos | 2.ª                 | 2004-05             | 36    | 23   | 6    | 7    | 1.º  | 3     | 2    | 0    | 1    | -     | -  | -             | -             | -             | -             | -             | - | -     | 39    | 25    | 6     | 8   | 69.23%      | 80      | 39      | +41     |         |         |         |         |
| Heracles Almelo · Países Bajos | 1.ª                 | 2005-06             | 34    | 11   | 6    | 17   | 13.º | -     | -    | -    | -    | -     | -  | -             | -             | -             | 2             | 1             | 0 | 1     | 36    | 12    | 6     | 18  | 38.89%      | 38      | 62      | -24     |         |         |         |         |
| Heracles Almelo · Países Bajos | 1.ª                 | 2010-11             | 34    | 14   | 7    | 13   | 8.º  | 2     | 1    | 0    | 1    | -     | -  | -             | -             | -             | 2             | 1             | 0 | 1     | 38    | 16    | 7     | 15  | 48.25%      | 75      | 65      | +10     |         |         |         |         |
| Heracles Almelo · Países Bajos | 1.ª                 | 2011-12             | 34    | 11   | 7    | 16   | 12.º | 6     | 5    | 0    | 1    | -     | -  | -             | -             | -             | -             | -             | - | -     | 40    | 16    | 7     | 17  | 45.83%      | 68      | 67      | +1      |         |         |         |         |
| Heracles Almelo · Países Bajos | 1.ª                 | 2012-13             | 34    | 9    | 11   | 14   | 12.º | 4     | 3    | 0    | 1    | -     | -  | -             | -             | -             | -             | -             | - | -     | 38    | 12    | 11    | 15  | 41.23%      | 69      | 75      | -6      |         |         |         |         |
| Heracles Almelo · Países Bajos | Total               | Total               | 172   | 68   | 37   | 67   | -    | 15    | 11   | 0    | 4    | -     | -  | -             | -             | -             | 4             | 2             | 0 | 2     | 191   | 81    | 37    | 73  | 48.87%      | 330     | 308     | +22     |         |         |         |         |
| SVB Vitesse · Países Bajos     | 1.ª                 | 2013-14             | 34    | 15   | 10   | 9    | 6.º  | 3     | 2    | 0    | 1    | 2     | 0  | 1             | 1             | 3ªR           | 2             | 0             | 0 | 2     | 41    | 17    | 11    | 13  | 50.4%       | 77      | 61      | +16     |         |         |         |         |
| SVB Vitesse · Países Bajos     | 1.ª                 | 2014-15             | 34    | 16   | 10   | 8    | 5.º  | 4     | 3    | 0    | 1    | -     | -  | -             | -             | -             | 4             | 2             | 2 | 0     | 42    | 21    | 12    | 9   | 59.52%      | 84      | 55      | +29     |         |         |         |         |
| SVB Vitesse · Países Bajos     | 1.ª                 | 2015-16             | 17    | 8    | 4    | 5    | Inc. | 1     | 0    | 0    | 1    | 2     | 0  | 0             | 2             | 3ªR           | -             | -             | - | -     | 20    | 8     | 4     | 8   | 46.67%      | 36      | 26      | +10     |         |         |         |         |
| SVB Vitesse · Países Bajos     | Total               | Total               | 85    | 39   | 24   | 22   | -    | 8     | 5    | 0    | 3    | 4     | 0  | 1             | 3             | -             | 6             | 2             | 2 | 2     | 103   | 46    | 27    | 30  | 53.4%       | 197     | 142     | +55     |         |         |         |         |
| Maccabi Tel Aviv Israel        | 1.ª                 | 2015-16             | 19    | 12   | 7    | 0    | 2.º  | 6     | 5    | 0    | 1    | -     | -  | -             | -             | -             | -             | -             | - | -     | 25    | 17    | 7     | 1   | 77.33%      | 52      | 16      | +36     |         |         |         |         |
| Maccabi Tel Aviv Israel        | Total               | Total               | 19    | 12   | 7    | 0    | -    | 6     | 5    | 0    | 1    | -     | -  | -             | -             | -             | -             | -             | - | -     | 25    | 17    | 7     | 1   | 77.33%      | 52      | 16      | +36     |         |         |         |         |
| Ajax · Países Bajos            | 1.ª                 | 2016-17             | 34    | 25   | 6    | 3    | 2.º  | 3     | 2    | 0    | 1    | 19    | 9  | 5             | 5             | 2.º           | -             | -             | - | -     | 56    | 36    | 11    | 9   | 70.84%      | 120     | 50      | +70     |         |         |         |         |
| Ajax · Países Bajos            | Total               | Total               | 34    | 25   | 6    | 3    | -    | 3     | 2    | 0    | 1    | 19    | 9  | 5             | 5             | -             | -             | -             | - | -     | 56    | 36    | 11    | 9   | 70.84%      | 120     | 50      | +70     |         |         |         |         |
| Borussia Dortmund · Alemania   | 1.ª                 | 2017-18             | 15    | 6    | 4    | 5    | Inc. | 2     | 2    | 0    | 0    | 6     | 0  | 2             | 4             | Inc.          | 1             | 0             | 1 | 0     | 24    | 8     | 7     | 9   | 43.05%      | 53      | 38      | +15     |         |         |         |         |
| Borussia Dortmund · Alemania   | Total               | Total               | 15    | 6    | 4    | 5    | -    | 2     | 2    | 0    | 0    | 6     | 0  | 2             | 4             | -             | 1             | 0             | 1 | 0     | 24    | 8     | 7     | 9   | 43.05%      | 53      | 38      | +15     |         |         |         |         |
| Bayer Leverkusen · Alemania    | 1.ª                 | 2018-19             | 17    | 11   | 1    | 5    | 4.º  | 1     | 0    | 0    | 1    | 2     | 0  | 2             | 0             | 1/16          | -             | -             | - | -     | 20    | 11    | 3     | 6   | 60%         | 45      | 26      | +19     |         |         |         |         |
| Bayer Leverkusen · Alemania    | 1.ª                 | 2019-20             | 34    | 19   | 6    | 9    | 5.º  | 6     | 5    | 0    | 1    | 11    | 6  | 0             | 5             | 1/4           | -             | -             | - | -     | 51    | 30    | 6     | 15  | 62.74%      | 91      | 65      | +26     |         |         |         |         |
| Bayer Leverkusen · Alemania    | 1.ª                 | 2020-21             | 26    | 11   | 7    | 8    | Inc. | 3     | 2    | 0    | 1    | 8     | 5  | 0             | 3             | 1/16          | -             | -             | - | -     | 37    | 18    | 7     | 12  | 54.96%      | 79      | 48      | +31     |         |         |         |         |
| Bayer Leverkusen · Alemania    | Total               | Total               | 77    | 41   | 14   | 22   | -    | 10    | 7    | 0    | 3    | 21    | 11 | 2             | 8             | -             | -             | -             | - | -     | 108   | 59    | 16    | 33  | 59.57%      | 215     | 139     | +76     |         |         |         |         |
| Olympique de Lyon Francia      | 1.ª                 | 2021-22             | 38    | 17   | 11   | 10   | 8.º  | -     | -    | -    | -    | 10    | 6  | 3             | 1             | 1/4           | -             | -             | - | -     | 48    | 23    | 14    | 11  | 57.64%      | 85      | 61      | +24     |         |         |         |         |
| Olympique de Lyon Francia      | 1.ª                 | 2022-23             | 10    | 4    | 2    | 4    | Inc. | -     | -    | -    | -    | -     | -  | -             | -             | -             | -             | -             | - | -     | 10    | 4     | 2     | 4   | 46.67%      | 17      | 12      | +5      |         |         |         |         |
| Olympique de Lyon Francia      | Total               | Total               | 48    | 21   | 13   | 14   | -    | -     | -    | -    | -    | 10    | 6  | 3             | 1             | -             | -             | -             | - | -     | 58    | 27    | 16    | 15  | 55.75%      | 102     | 73      | +29     |         |         |         |         |
| PSV Eindhoven · Países Bajos   | 1.ª                 | 2023-24             | 34    | 29   | 4    | 1    | 1.º  | 2     | 1    | 0    | 1    | 12    | 5  | 5             | 2             | 1/8           | 1             | 1             | 0 | 0     | 49    | 36    | 9     | 4   | 79.59%      | 138     | 41      | +97     |         |         |         |         |
| PSV Eindhoven · Países Bajos   | 1.ª                 | 2024-25             | 34    | 25   | 4    | 5    | 1.º  | 4     | 3    | 0    | 1    | 12    | 5  | 3             | 4             | 1/8           | 1             | 0             | 1 | 0     | 51    | 33    | 8     | 10  | 69.94%      | 146     | 73      | +73     |         |         |         |         |
| PSV Eindhoven · Países Bajos   | 1.ª                 | 2025-26             | 2     | 2    | 0    | 0    | -    | 0     | 0    | 0    | 0    | 0     | 0  | 0             | 0             | -             | 1             | 1             | 0 | 0     | 3     | 3     | 0     | 0   | 100%        | 10      | 2       | +8      |         |         |         |         |
| PSV Eindhoven · Países Bajos   | Total               | Total               | 70    | 46   | 8    | 6    | -    | 6     | 4    | 0    | 2    | 24    | 10 | 8             | 6             | -             | 3             | 2             | 1 | 0     | 103   | 72    | 17    | 14  | 75.4%       | 294     | 116     | +178    |         |         |         |         |
| Total en su carrera            | Total en su carrera | Total en su carrera | 554   | 274  | 118  | 162  | -    | 56    | 40   | 1    | 15   | 84    | 36 | 21            | 27            | -             | 14            | 6             | 4 | 4     | 708   | 356   | 144   | 208 | 57.06%      | 1418    | 974     | +444    |         |         |         |         |
| 1. 2. 3.                       |                     |                     |       |      |      |      |      |       |      |      |      |       |    |               |               |               |               |               |   |       |       |       |       |     |             |         |         |         |         |         |         |         |

#### Resumen por competiciones
| Competición                   | Partidos | Ganados | Empatados | Perdidos | %      | Resultado        |
| ----------------------------- | -------- | ------- | --------- | -------- | ------ | ---------------- |
| Eerste Divisie                | 36       | 23      | 6         | 7        | 69.45% | Campeón          |
| Eredivisie                    | 368      | 175     | 76        | 117      | 54.43% | Campeón          |
| Copa de los Países Bajos      | 38       | 26      | 1         | 11       | 69.3%  | Subcampeón       |
| Supercopa de los Países Bajos | 3        | 2       | 1         | 0        | 77.78% | Campeón          |
| Liga Premier de Israel        | 19       | 12      | 7         | 0        | 75.44% | Subcampeón       |
| Copa de Israel                | 6        | 5       | 0         | 1        | 83.33% | Subcampeón       |
| Bundesliga                    | 92       | 47      | 18        | 27       | 57.61% | 4.º lugar        |
| Copa de Alemania              | 12       | 9       | 0         | 3        | 75%    | Subcampeón       |
| Supercopa de Alemania         | 1        | 0       | 1         | 0        | 33.33% | Subcampeón       |
| Ligue 1                       | 48       | 21      | 13        | 14       | 52.78% | 8.º lugar        |
| Liga de Campeones de la UEFA  | 41       | 13      | 12        | 16       | 41.47% | Octavos de final |
| Liga Europa de la UEFA        | 44       | 23      | 9         | 12       | 59.09% | Subcampeón       |
| TOTAL                         | 708      | 356     | 144       | 208      | 57.06% | 5 Títulos        |

## Palmarés

### Como jugador

#### Campeonatos nacionales
| Título                   | Club      | País         | Año  |
| ------------------------ | --------- | ------------ | ---- |
| Copa de los Países Bajos | Feyenoord | Países Bajos | 1992 |
| Eredivisie               | Feyenoord | Países Bajos | 1993 |
| Copa de los Países Bajos | Feyenoord | Países Bajos | 1994 |
| Copa de los Países Bajos | Feyenoord | Países Bajos | 1995 |

### Como entrenador

#### Campeonatos nacionales
| Título                        | Club            | País         | Año  |
| ----------------------------- | --------------- | ------------ | ---- |
| Hoofdklasse                   | AGOVV Apeldoorn | Países Bajos | 2002 |
| Eerste Divisie                | Heracles Almelo | Países Bajos | 2005 |
| Supercopa de los Países Bajos | PSV Eindhoven   | Países Bajos | 2023 |
| Eredivisie                    | PSV Eindhoven   | Países Bajos | 2024 |
| Eredivisie                    | PSV Eindhoven   | Países Bajos | 2025 |
| Supercopa de los Países Bajos | PSV Eindhoven   | Países Bajos | 2025 |